# Crocker Range

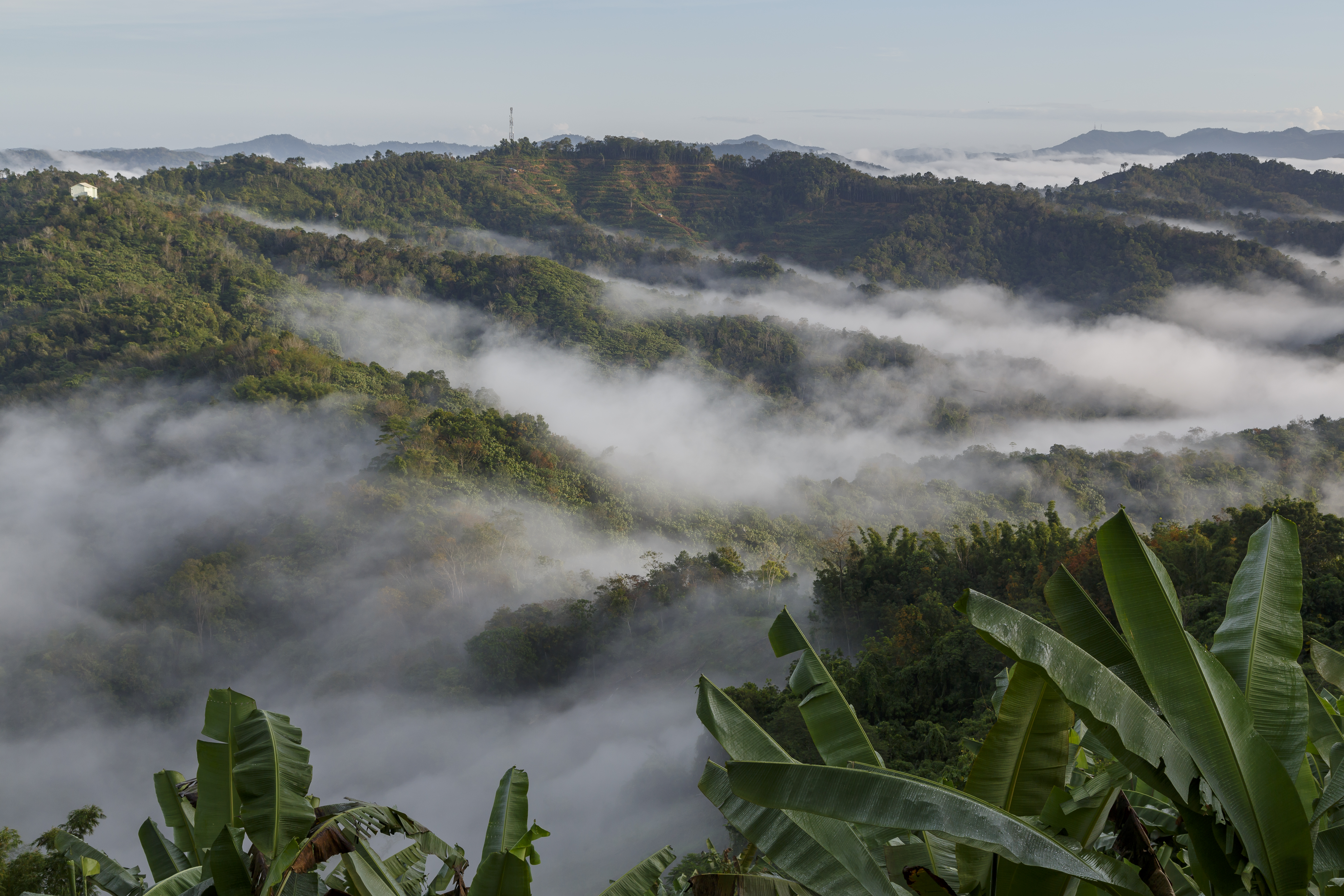
Beeld van de bergtoppen in de Crocker Range

De Crocker Range (Maleis: Banjaran Crocker) is een keten van gebergten in de provincie Sabah, een deelstaat van Maleisië gelegen op het eiland Borneo. De bergketen vormt de scheiding tussen het westelijk kustgebied en de kustgebieden in het noordoosten van het eiland Borneo. De gemiddelde hoogte is 1800 meter boven zeeniveau. De bergketen is vernoemd naar de Britse gouverneur William Maunder Crocker.
De bergketen bestaat uit opgeheven en geplooide afzettingsgesteenten dat is samengesteld uit verweerd zandsteen en schalie. Het gebied is rijk aan bijzondere plant- en diersoorten, daarom zijn twee nationale parken gesticht in dit berggebied. De noordelijk van de eigenlijke Crocker Range gelegen formatie rondom Gunung Kinabalu, wat tevens het hoogste punt is met 4095 m, behoort er geografisch ook bij. Er zijn twee nationale parken: rondom Gunung Kinabalu ligt het Nationaal park Kinabalu dat 754 km² groot is; in de Crocker Range (sensu stricto) ligt het Crocker Range Nationaal Park met een oppervlakte van 1399 km².

## Bron
- Dit artikel of een eerdere versie ervan is een (gedeeltelijke) vertaling van het artikel Crocker Range op de Engelstalige Wikipedia, dat onder de licentie Creative Commons Naamsvermelding/Gelijk delen valt. Zie de bewerkingsgeschiedenis aldaar.